# Lufrei
Lufrei ist eine Gemeinde im Nordwesten Portugals.

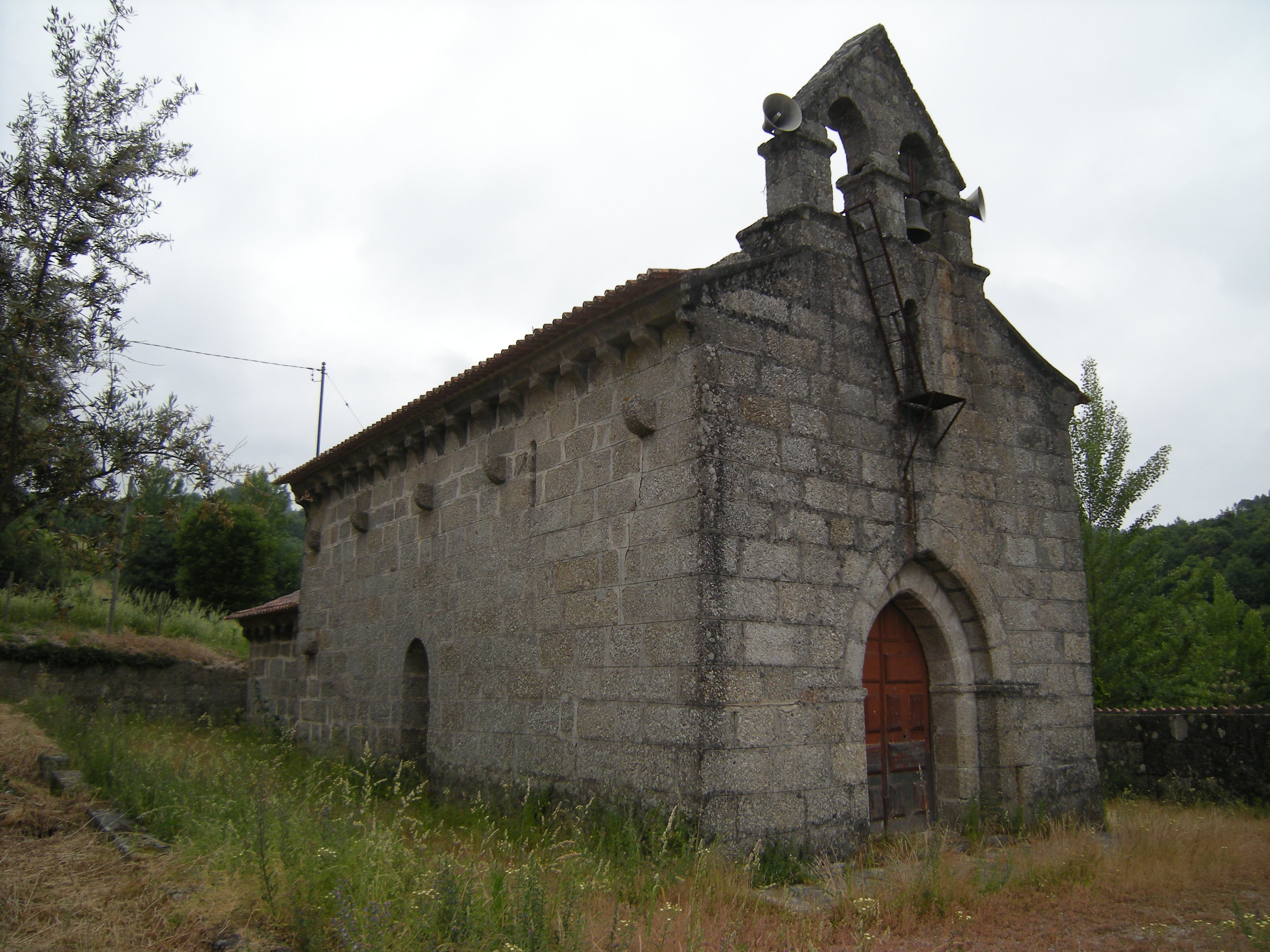
Kirche São Salvador in Lufrei

Lufrei gehört zum Kreis Amarante im Distrikt Porto, besitzt eine Fläche von 6,5 km² und hat 1594 Einwohner (Stand 19. April 2021).